# Parque nacional de Namtok Phlio
El Parque nacional de Namtok Phlio (en tailandés, อุทยานแห่งชาติน้ำตกพลิ้ว) es un área protegida del centro de Tailandia, en la provincia de Chanthaburi. Tiene una extensión de 134,50 kilómetros cuadrados.
Aquí de bellezas naturales como cascadas y bosques, hay aquí una stupa y chedi del reinado del rey Rama V.
En 1959, el gobierno decidió unificar los 14 bosques de Chanthaburi en uno solo. El parque nacional quedó establecido en 1975 con el nombre de parque nacional de Khao Sa Bap, y como su mayor atractivo para los turistas ha sido la cascada de Phlio, es por ello por lo que en 1982 recibió este nuevo nombre de "parque nacional de la cascada de Phlio". La altitud de este parque va de 20 a los 924 m s. n. m. de su pico más alto, el Khao Map Wa Krok.